# 유용한 바보
유용한 바보(영어: useful idiot)란 정치 속어로, 서방 국가의 소비에트 동조자와 이들에 대한 소련 정부의 태도를 이르는 말이다. 이 말의 함의는 자신이 소련과 여타 공산주의자의 동지라고 여기는 사람들에 대해 경멸을 담아 냉소적으로 쓰이는 말이다. 
오늘날 이 용어는 공산주의와 무관하게 정치 운동, 테러 집단, 적 정권, 기업에 이용당하는 자를 일컫는 표현으로 널리 쓰인다.

## 같이 보기
- 반공주의
- 매카시즘